# Église Saint-Martin de Compreignac
L'église Saint-Martin est une église catholique situé à Compreignac, en France.

## Localisation
L'église est située dans le département français de la Haute-Vienne, sur la commune de Compreignac.

## Historique
L'église, fortifiée, a été bâtie au XIIe siècle et est reconstruite au XVIe siècle.
Elle est en partie ruinée lorsque les Anglais prennent Compreignac entre 1370 et 1371. 
L'édifice est classé au titre des monuments historiques le 9 avril 1910.